# Cristina de Dinamarca
Cristina de Dinamarca (Nyborg, Unió de Kalmar 1521 - Tortona, Ducat de Milà 1590) fou una princesa danesa, duquessa consort del Ducat de Milà i regent del Ducat de Lorena (1545-1552).

## Orígens familiars
Va néixer el novembre de 1521 a la ciutat de Nyborg, població situada a l'illa de Fiònia. Fou la filla petita del rei Cristià II de Dinamarca i Elisabet d'Habsburg. Fou neta per línia paterna de Joan I de Dinamarca i Cristina de Saxònia, i per línia materna de Felip el Bell i Joana I de Castella.

## Joventut
El 1523, farts de la seva crueltat, els danesos i noruecs deposaren al rei Cristià II i entronitzaren el seu oncle Frederic I, alhora que els suecs suecs van proclamar rei Gustau Vasa, posant punt final a la Unió de Kalmar.
Davant d'aquest fet Cristià II fugí amb la seva família i es posà sota l'empara del seu cunyat Carles V del Sacre Imperi Romanogermànic, residint a la ciutat de Malines. Cristià decidí deixar Cristina i la resta dels seus fills als Països Baixos espanyols i retornà al Regne de Dinamarca i Noruega, on fou derrotat per Frederic I.
Amb una acurada educació, bella i intel·ligent, Cristina es va convertir en una peça important en la política de l'època. A més, tant ella com la seva germana Dorotea, després de la mort del seu germà, mai van reconèixer la renúncia del seu pare i van reafirmar les seves legítimes pretensions al tron de Dinamarca, sobretot Cristina, que fou l'única dels seus germans que va tenir descendència.
Després de la coronació de Carles V com a emperador del Sacre Imperi Romanogermànic a la ciutat de Bolonya l'any 1530, aquest va veure que necessitava col·locar sota el seu comandament als prínceps italians dòcils i servils per tal de contrarestar el poder de Francesc I de França a la zona, amb grans interessos a la península Itàlica -el ducat de Milà i el Regne de Nàpols-.

## Núpcies i descendents
Es casà, per intercessió de Carles V, el 4 de maig de 1534 a la Catedral de Milà, a l'edat de 13 anys, amb el duc Francesc II Sforza, el qual comptava amb 39 anys. La mort de Francesc II l'1 de novembre de l'any següent comportà que Cristina retornés a Gant vídua amb 15 d'edat.
El 10 de juliol de 1541 es casà, en segones núpcies a la ciutat de Brussel·les amb el duc Francesc I de Lorena. D'aquesta unió nasqueren:
- Carles III de Lorena (1543-1608), duc de Lorena
- Renata de Lorena (1544-1602), casada el 1565 amb el duc Guillem V de Baviera
- Dorotea de Lorena (1545-1621), casada el 1575 Eric II de Brunswick-Kalenberg, i el 1597 amb Marc de Rye de la Palud

## Regent de Lorena
Tot just uns dies després del naixement de la seva filla petita Dorotea morí el seu espòs, víctima d'un tràgic accident de caça. Cristina, vídua novament, haurà d'encarregar-se de la regència del ducat de Lorena per la minoria d'edat del seu fill Carles.
Bella, amb una gran educació i rica gràcies a les seves rendes de duquessa vídua de Lorena, Cristina fou vista com una de les donzelles més interessants en política europea. Enric VIII d'Anglaterra arribà a demanar la seva mà en matrimoni, en ella no només va veure la seva bellesa sinó que també va veure l'oportunitat de concebre un hereu mascle, però la prudent duquessa rebutjà la proposta nupcial amb una frase que passaria a la història com a model d'astúcia i sarcasme: "Digueu a la seva Majestat que si tingués un cap més en el meu cos, amb tot gust el posaria al seu servei".
Els dos reis de França que es van succeir durant la seva regència, Francesc I (1515-47) i Enric II (1547-59), van veure amenaçats els seus dominis des del mateix interior, ja que el ducat de Lorena pertanyia al regne de França, encara que com a feu independent. Per això, van témer que l'emperador Carles V tingués alguna ingerència en els assumptes francesos, amb el pretext de protegir els interessos de la seva neboda, la duquessa regent. El 1552, després de resistir durant 7 anys, Enric II envaí el ducat de Lorena, provocant l'exili de Cristina i retenint el futur hereu Carles III de Lorena. Enric II casà la seva filla Clàudia de Valois amb Carles III de Lorena el 1559, aconseguint així el projecte d'apoderar-se de Lorena.
Cristina en la seva vellesa decidí retirar-se de la vida pública, i morí a la ciutat de Tortona el 10 de desembre de 1590, als 69 anys, sent sepultada en el convent de Cordeliers de Nancy, al costat del seu espòs Francesc I de Lorena.